# Verticordia humilis
Verticordia humilis är en myrtenväxtart som beskrevs av George Bentham. Verticordia humilis ingår i släktet Verticordia och familjen myrtenväxter. Inga underarter finns listade i Catalogue of Life.